# 罗德尼基 (拉缅斯科耶区)
罗德尼基（羅馬化：Rodniki）是俄罗斯莫斯科州的市级镇，属州辖市拉缅斯科耶市（城市区），地处莫斯科州中东部，在区行政中心拉缅斯科耶西北、州府莫斯科东南方，与马拉霍夫卡、乌杰利纳亚、贝科沃三座市级镇接壤。镇北部有同名火车停靠点。
该地2021年人口有5,305人；2010年人口5,227；2002年人口3,741；1989年人口4,068。